# Kurt Browning

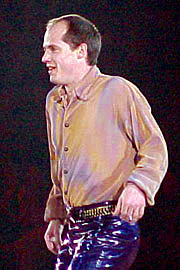
Kurt Browning

Kurt Browning (Rocky Mountain House, 18 juni 1966) is een Canadees figuurschaatser die enorm populair was gedurende de late jaren 1980 en de jaren 1990.
Hij was viervoudig Canadees kampioen en stond vijf opeenvolgende jaren op het erepodium bij het WK Kunstrijden voor mannen waaraan hij zeven keer deelnam. Vier keer werd hij wereldkampioen (1989, '90, '91 en 1993) en in 1992 werd hij tweede. Hij vertegenwoordigde Canada driemaal op de Olympische Winterspelen, en had zelfs eenmaal de eer om de vlag te dragen. Hij haalde nog tal van andere prijzen en medailles.
Browning is vooral bekend vanwege zijn verbazingwekkende voetenwerk.

## Belangrijke resultaten
| Kampioenschap          | 1987   | 1988   | 1989 | 1990 | 1991 | 1992   | 1993 | 1994   |
| ---------------------- | ------ | ------ | ---- | ---- | ---- | ------ | ---- | ------ |
| Olympische Spelen      |        | 8e     |      |      |      | 6e     |      | 5e     |
| Wereldkampioenschap    | 15e    | 6e     | Goud | Goud | Goud | Zilver | Goud |        |
| Canadees Kampioenschap | Zilver | Zilver | Goud | Goud | Goud |        | Goud | Zilver |